# Kostel svatého Mikuláše (Běsno)
Kostel svatého Mikuláše je římskokatolický filiální kostel v Běsně v okrese Louny. V ústřední památkové evidenci a v Pocheho soupisu památek je chybný údaj, že je zasvěcený svatému Vojtěchovi. Podle katalogu litoměřické diecéze je ale patronem kostela svatý Mikuláš. O patrociniu sv. Mikuláše svědčí rovněž inventáře kostela z 1. čtvrtiny 19. století i soupis poddaných podle víry z roku 1651. Chybné patrocinium uvádí lokální německá vlastivěda. Podle ní byl v roce 1788  kostel zasvěcen památce Navštívení Panny Marie, ale jedná o ojedinělou informaci. V žádných jiných pramenech se taková zmínka již pak nevyskytuje. Od roku 2013 je chráněn jako kulturní památka České republiky.

## Historie a stavební vývoj
První písemná zmínka o kostele pochází z roku 1352, kdy je uveden v registru papežských desátků. První farář, kterého známe jménem, byl v roce 1379 zemřelý Matěj, jehož vystřídal Mikuláš Trč ze Žatce. V osmdesátých letech 14. století vykonávala patronátní právo ke kostelu jedna žatecká rodina. Kostel byl filiálkou kostela Nanebevzetí Panny Marie ve Strojeticích Za třicetileté války, v roce 1634, strojetický kostel vyhořel. Spolu s ním byl proto ten v Běsně přifařen ke Kryrům. Na začátku 18. století byl kostel ve Strojeticích obnoven a tím se kostel v Běsně vrátil do strojetické farnosti. Hřbitov kolem kostela byl zrušen v roce 1787.

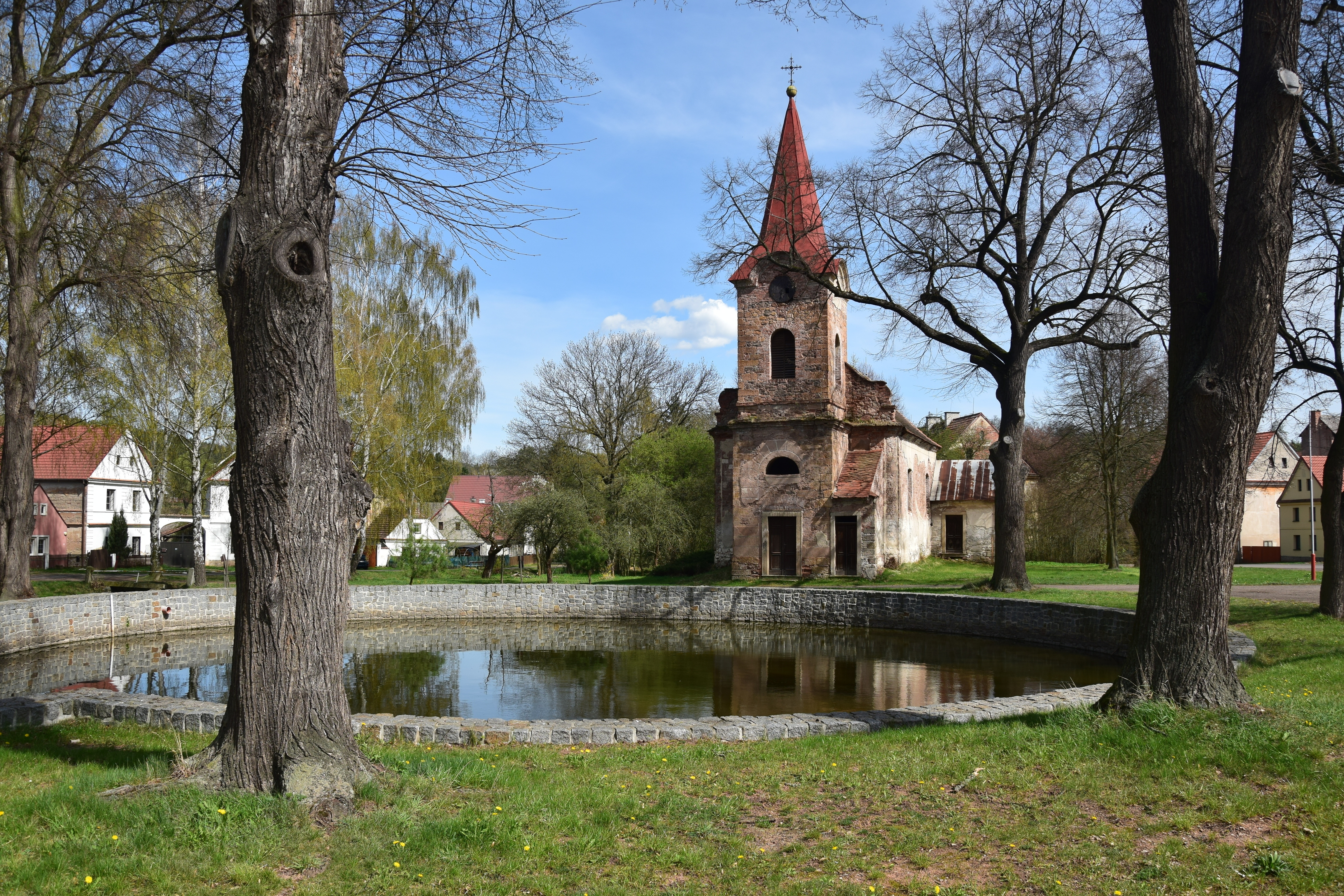
Návesní nádrž s kostelem svatého Mikuláše

V roce 2012 proběhl průzkum kostela, při němž bylo zjištěno, že nejen presbytář, ale také zhruba tři čtvrtiny lodi směrem od presbytáře k západu jsou gotické. Srovnání s analogickými profily a velikostí klenebních žeber v kostelech v Dobroměřicích a Vrbně nad Lesy naznačuje, že kostel mohl být postavený kolem roku 1330. Jeho staviteli byli pravděpodobně cisterciáci ze zbraslavského kláštera, kterým v té době Běsno patřilo.
Ve středověké podobě zůstal kostel až do osmdesátých let 18. století. Jeho neutěšený stav přiměl v roce 1786 rychtáře a obecní starší k podání žádosti ditrichštejnskému vrchnostenskému úřadu o příspěvek na opravu kostela. Práce byly dokončeny roku 1788 a 26. října byl kostel slavnostně svěcen. Nicméně ještě v 90. letech se prováděly drobné stavební úpravy a pořizovalo se vnitřní vybavení. Výsledkem přestavby bylo prodloužení kostela západním směrem: v interiéru vznikla kruchta a byla postavena věž. Loď byla opatřena novými, většími okny. Pravděpodobně tehdy se zazdilo původní lomené okno zakončující presbytář. Sakristie je pozdějšího data, prvně je v kostelním inventáři popsána v roce 1834. K celkové rekonstrukci věže došlo roku 1832, v letech 1906–1907 se uskutečnila nástavba hodinového patra věže.
Duchovní správci kostela jsou uvedeni na stránce: Římskokatolická farnost Strojetice.

## Stavební podoba
K východu orientovaný jednolodní kostel stojí uprostřed návsi. Má obdélný půdorys s pravoúhlým presbytářem, k jehož jižní straně je připojena sakristie. Fasády zdí jsou členěné pouze obdélníkovými okny se segmentovým zakončením. Na západní straně stojí v ose lodi hranolová věž. V západní části plochostropé lodi stojí na čtyřech kamenných sloupech kruchta s půlkruhově vypnutým a štukem zdobeným středem. Strop je rozčleněn dvěma čtyřlistými štukovými zrcadly. Štukovou výzdobou ze druhé poloviny osmnáctého století jsou zdobená také okna a zeď nad vítězným obloukem. Presbytář je zaklenutý křížovou klenbou na klínově vyžlabených žebrech spojených kruhovým svorníkem s rozetou. V jeho východní stěně je zazděné hrotité okno.

## Zařízení
Panelový hlavní oltář s novodobým obrazem pochází spolu s dalším vybavením z poloviny osmnáctého století. Doplňují ho boční oltáře z téže doby, zasvěcené svatému Linhartovi a Panně Marii, a křtitelnice. Varhany, které nahradily starší nástroj z 18. století, postavila podbořanská varhanářská dílna Langenhauer v roce 1895.